# Бутанска гигантска летяща катерица
Бутанската гигантска летяща катерица (Petaurista nobilis) е вид бозайник от семейство Катерицови (Sciuridae). Видът е почти застрашен от изчезване.

## Разпространение
Видът има тесен ареал в Хималаите, където е ограничен до централен и източен Непал, Бутан и индийските щати Сиким, далечния северен Западен Бенгал и западния и централен Аруначал Прадеш.